# Улица Победы (Салават)
Улица Победы  — улица в восточной части города Салавата, расположенная в микрорайоне Мусино.

## История
Застройка улицы началась в 19 веке. Застроена частными 1—2-этажными домами. 

## Трасса
Начинается от Революционной улицы и заканчивается на улице Тагиева

## Транспорт
По улице Победы общественный транспорт не ходит.